# Fischbach (Henschenbach)
Der Fischbach ist ein knapp 1,8 Kilometer langer Bach des Südschwarzwaldes, der in Zell im Wiesental im baden-württembergischen Landkreis Lörrach von links und Norden in den Henschenbach mündet.

## Geographie

### Verlauf
Der Fischbach entspringt oberhalb von Adelsberg im Walddistrikt Blauen und fließt zunächst in Südostrichtung. Rund 250 Meter nach der Quelle unterquert er am Westrand von Adelsberg die L 140, die Adelsberg mit Gresgen verbindet. Von dort verläuft er am Nordosthang des 698,1 m ü. NHN hohen Gebetsbühls, bis er, wieder bei der L 140 angekommen, nach rechts abbiegt, nunmehr in südlicher Richtung fließt und alsbald die rund 13 Meter hohen Fischbach-Wasserfälle hinabstürzt. Danach lässt er die Ruine Henschenberg rechts liegen und mündet gute 100 Meter weiter oberhalb des Zeller Wohngebiets Unterer Henschenberg in den Henschenbach.

### Einzugsgebiet
Das naturräumlich zum Südschwarzwald gehörende Einzugsgebiet ist etwa 1,2 km² groß und liegt vollständig im Stadtgebiet von Zell im Wiesental. Der höchste Punkt des Einzugsgebiets liegt auf dem Frommensried auf 939,1 m ü. NHN.
Reihum grenzen die Einzugsgebiete der folgenden Nachbargewässer an:
- Der Abfluss jenseits der nördlichen Wasserscheide gelangt über das Schwöbenenbächle bzw. den Buckigraben über die Kleine Wiese in die Wiese;
- im Nordosten fließt der Himmelsbach mit seinem Oberlauf Ochsenmattbach unmittelbar oberhalb ebenfalls etwa südostwärts zur Wiese;
- im Südwesten konkurriert der Henschenbach, in den der Fischbach mündet und der seinerseits in die Wiese mündet.

### Zuflüsse
Auf der amtlichen Gewässerkarte ist lediglich ein namenloser Hangwaldfluss verzeichnet, der von links und Osten auf etwa 540 m ü. NHN mündet, ca. 100 m lang ist und auf etwa 580 m ü. NHN am Westhang des Adelsberger Schänzles entspringt.

### Flusssystem Wiese
- Fließgewässer im Flusssystem Wiese